# Емблема роду військ
Ембле́ма ро́ду військ — знаки розрізнення належності військовослужбовців до того або іншого роду військ збройних сил держав світу, що носиться, як правило, на петлицях. Також використовується на погонах і часто присутній на емблемах окремих військових формувань відповідних родів.

### Емблеми родів військ за країною

#### Збройні сили України
|                                                                                             |                                                             |                                 |                                                         |                                                        |                      |                                              |                             |                                  |
| Загальновійськова (сухопутних військ)                                                       | Загальна Повітряних сил, армійська авіація, морська авіація | Загальна Військово-морських сил | Сили спеціальних операцій                               | Емблема на нижню частину коміра генералів та адміралів | Механізовані війська | Танкові війська                              | Ракетні війська і артилерія | Високомобільні десантні війська  |
|                                                                                             |                                                             |                                 |                                                         |                                                        |                      |                                              |                             |                                  |
| Війська протиповітряної оборони сухопутних військ та зенітні ракетні війська повітряних сил | Радіотехнічні війська                                       | Військова поліція               | Морська піхота                                          | Сили спеціальних операцій ВМС                          | Медична служба       | Слухачі вищих військових навчальних закладів | Інженерні війська           | Військові диригенти та музиканти |
|                                                                                             |                                                             |                                 |                                                         |                                                        |                      |                                              |                             |                                  |
| Частини та підрозділи логістики                                                             | Автомобільні та дорожні війська                             | Військові ліцеїсти              | Війська радіаційного, хімічного та біологічного захисту | Плавсклад ВМС                                          | Юридична служба      | Служба військових сполучень                  | Війська зв'язку             |                                  |

#### Збройні сили Російської Федерації
|                                       |                            |                   |                      |                         |                              |                               |                           |                                           |                              |
| Сухопутні війська (загальновійськова) | Військова авіація          | Війська зв'язку   | Танкові війська      | Зенітно-ракетні війська | Ракетні війська та артилерія | Війська РХБ захисту           | Радіотехнічні війська     | Ракетні війська стратегічного призначення | Космічні війська             |
|                                       |                            |                   |                      |                         |                              |                               |                           |                                           |                              |
| Війська ППО                           | Повітряно-десантні війська | Інженерні війська | Автомобільні війська | Залізничні війська      | Військово-оркестрова служба  | Військово-топографічна служба | Військово-юридична служба | Військово-медична служба                  | Ветеринарно-санітарна служба |

#### Збройні сили СРСР
|                                       |                   |                 |         |                   |                 |                    |
| Сухопутні війська (загальновійськова) | Військова авіація | Танкові війська | Кіннота | Інженерні війська | Війська зв'язку | Залізничні війська |

#### Збройні сили США
|                                    |                             |                  |                     |                    |                                   |                           |                           |                   |
| Піхота                             | Військова авіація           | Танкові війська  | Кіннота             | Польова артилерія  | Війська зв'язку                   | Війська РХБ захисту       | Сили спеціальних операцій | Війська ППО       |
|                                    |                             |                  |                     |                    |                                   |                           |                           |                   |
| Військово-цивільне адміністрування | Корпусу інженерів армії США | Фінансова служба | Військова логістика | Військові оркестри | Війська радіоелектронної боротьби | Військово-юридична служба | Військово-медична служба  | Військова поліція |